# Лууп
Вижте пояснителната страница за други значения на Цикъл.
Луп (от английското loop) в музиката е звуков откъс, който може да бъде повторен многократно използвайки съответните технически средства (хардуерни или софтуерни). Днес от музикантите като синоним на лууп се използва Sample (от английски: шаблон, модел). Има и плочи, които съдържат готови лупове – иглата на грамофона може да се върти само в една бразда, свирейки един и същи откъс. В поп музиката тази техника се прилага при откъси от барабани, други съпровождащи ритми, бас линии или дори кратки фрази от мелодията.

## История
Въпреки че повторения се използват в музиката на всички култури, първите известни музиканти, които използват лупове са електронните пионери Пиер Хенри, Едгат Варесе и Карлхейнз Стокхаусен. Музиката на Стокхаузен от своя страна повлиява на Бийтълс да експериментират с лупове на ленти и тяхното използване на лупове в ранните еуфористични работи (напр. „Tomorrow Never Knows“ от 1966 и „Revolution 9“ от 1968) популяризират техниката.
Използването на предварително записани луупове навлиза в много стилове музика, включително хип-хоп, техно, дръм енд бейс.